# Хитти, Иосиф Хабиб
Иосиф Хабиб Хитти (30 сентября 1925, Ливан — 3 февраля 2022) — епископ сиднейский Маронитской католической церкви с 23 ноября 1990 года по 26 октября 2001 год.

## Биография
24 марта 1951 года Иосиф Хабиб Хитти был рукоположён в священника.
23 ноября 1990 года Римский папа Иоанн Павел II назначил Иосифа Хабиба Хитти епископом епархии Святого Марона в Сиднее. 6 января 1991 года в соборе святого Петра в Риме состоялось рукоположение Иосифа Хабиба Хитти в епископа, которое совершил Римский папа Иоанн Павел II в сослужении с титулярным архиепископом Форума Нового и секретарём Государственного секретариата Ватикана Джованни Баттистой Ре и титулярным архиепископом Волезиниума и секретарём Конгрегации по делам епископов Джастином Фрэнсисом Ригали.
26 октября 2001 года Иосиф Хабиб Хитти подал в отставку.